# Plataformas didácticas
Las plataformas didácticas tecnológicas, o plataformas telemáticas, son desarrollos informáticos que buscan representar la acción educativa en su conjunto.
Las plataformas didácticas son herramientas informáticas que brindan diversos recursos para optimizar la creación, desarrollo, gestión y evaluación del proceso de enseñanza y aprendizaje a través de Internet.

## Características
Con el advenimiento de la tecnología informática de los últimos veinte años (la portabilidad de las TIC, por ejemplo) sirve como recurso estratégico para fines socio-educativos, habiendo proliferado en sistemas de información para la Educación a distancia.
Estos sistemas son vistos desde el punto de vista de la psicología del aprendizaje como dispositivos que contribuyen a lograr el aprendizaje[cita requerida], utilizando para ello modelos pedagógicos de enseñanza y aprendizaje respectivamente.
La tendencia en el uso de ambientes virtuales como escenarios de aprendizaje para la teleformación profesional y capacitación a distancia, han demostrado ser eficientes sistemas durante los últimos 20 años.
La eficiencia de estos sistemas dependen además de los recursos tecnológicos con los que se disponga, así como también, de una correcta y adecuada visión de educación, que tenga pertinencia con los Objetos de Aprendizaje.
Hoy se cuenta con varias plataformas con fines educativos, ellas cuentan con una estructura y un lenguaje específico para el ámbito de la educación. Las plataformas poseen aulas que incorporan recursos, actividades, foros de discusión, organizados por temas o por clases.Las más utilizadas por los docentes, profesores son: Clasroom, Moodle, E-ducativa, Edmodo. Estas plataformas sirven para alojar archivos, actividades y comunicación logrando una retroalimentación entre docentes y participantes tanto en la construcción de conocimiento como un medio para su comunicación.

## Experiencias
México inicia una tendencia hacia estos dispositivos, ya que constituyen un agente para la democratización y acceso al conocimiento, principalmente por iniciativas privadas y con gran resistencia por parte de las universidades públicas las que están en un atraso tecnológico, metodológico y de visión de futuro. En México de acuerdo al plan nacional de desarrollo 2000-2006 se exhortó a toda la comunidad educativa a incursionar sobre estos factores estratégicos ante lo cual poco o casi nada representó como consolidador de cambio, los retrasos se atribuyen principalmente a la falta de formación sobre vértices mixtos y programas estratégicos de investigación y fluidez tecnológica. Pese a que existió un presupuesto para el fortalecimiento institucional los "PIFIS", la mayoría de estos programas principalmente se utilizaron para remodelación de instalación física y equipamiento, pero no así para los activos intangibles como lo son los conocimientos.

## Tipos de Plataformas
Existen varios tipos de plataformas:
- LMS
- KMS
- ERP
- CRM
- CMS

Algunas de ellas son:
- Plataforma Cátedra
- Editorial de Contenidos
- Plataforma CAE
- WebCT
- BlackBoard
- iSpring Learn
- Chamilo
- E-ducativa
- D2L
- Plataforma EVA
- Plataforma Mediáfora
- Manhatan
- Dokeos
- OfficeManager
- Moodle
- Google Classroom
- Nexus
- ILIAS
- Claroline
- SWAD
- PEG
- ATutor
- Proyecto Sakai